# Records d'Afrique du Sud d'athlétisme

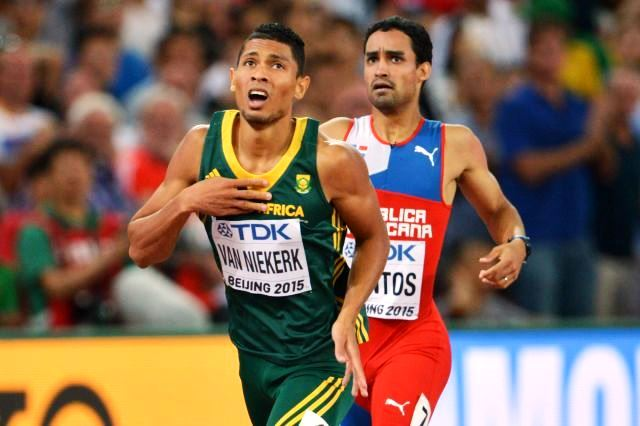
Wayde van Niekerk, champion du monde 2015 sur 400 mètres.

Les records d'Afrique du Sud d'athlétisme sont les meilleures performances réalisées par des athlètes sud-africains et homologuées par la Fédération sud-africaine d'athlétisme.

## Plein air

### Hommes
| Épreuve              | Record | Athlète                                                                          | Date               | Compétition                            | Lieu              | Réf.   |
| -------------------- | --- | -------------------------------------------------------------------------------- | ------------------ | -------------------------------------- | ----------------- | ------ |
| 100 m                | 9 s 84 (+ 1,2 m/s) | Akani Simbine                                                                    | 6 juillet 2021     | Mémorial István-Gyulai                 | Székesfehérvár    | [ 1 ]  |
| 200 m                | 19 s 69 A (-0,5 m/s) | Clarence Munyai                                                                  | 16 mars 2018       | Championnats d'Afrique du Sud          | Pretoria          | [ 2 ]  |
| 300 m                | 30 s 81 (WR) | Wayde van Niekerk                                                                | 28 juin 2017       | Golden Spike                           | Ostrava           | [ 3 ]  |
| 400 m                | 43 s 03 (WR) | Wayde van Niekerk                                                                | 14 août 2016       | Jeux olympiques                        | Rio               | [ 4 ]  |
| 800 m                | 1 min 42 s 69 | Hezekiél Sepeng                                                                  | 3 septembre 1999   | Mémorial Van Damme                     | Bruxelles         |        |
| 1 500 m              | 3 min 31 s 93 | Johan Cronje                                                                     | 8 septembre 2013   | Meeting de Rieti                       | Rieti             | [ 5 ]  |
| Mile                 | 3 min 50 s 70 | Johan Cronje                                                                     | 31 mai 2014        | Prefontaine Classic                    | Eugene            | [ 6 ]  |
| 3 000 m              | 7 min 39 s 25 | Adriaan Wildschutt                                                               | 20 juillet 2023    | Spitzen Leichathletik                  | Lucerne           | [ 7 ]  |
| 5 000 m              | 13 min 2 s 46 | Adriaan Wildschutt                                                               | 15 juillet 2023    | Night of Athletics                     | Heusden-Zolder    | [ 8 ]  |
| 10 000 m             | 27 min 23 s 10 | Adriaan Wildschutt                                                               | 6 mai 2023         | Track Festival                         | Walnut            | [ 9 ]  |
| Semi-marathon        | 59 min 36 s | Stephen Mokoka                                                                   | 17 octobre 2020    | Championnats du monde de semi-marathon | Gdynia            | [ 10 ] |
| Marathon             | 2 h 6 min 33 s | Gert Thys                                                                        | 14 février 1999    | Marathon de Tokyo                      | Tokyo             |        |
| 50 kilomètres        | 2 h 40 min 13 s (WR) | Stephen Mokoka                                                                   | 6 mars 2022        | Nedbank Runified 50km                  | Port Elizabeth    | [ 11 ] |
| 110 m haies          | 13 s 11 (+1,8 m/s) (AR) | Antonio Alkana                                                                   | 5 juin 2017        | Mémorial Josef-Odložil                 | Prague            | [ 12 ] |
| 400 m haies          | 47 s 66 A | L. J. van Zyl                                                                    | 25 février 2011    | Yellow Pages Invitation Series II      | Pretoria          | ,      |
| 400 m haies          | 47 s 66 | L. J. van Zyl                                                                    | 31 mai 2011        | Golden Spike Ostrava                   | Ostrava           | ,      |
| 3 000 m steeple      | 8 min 11 s 50 | Ruben Ramolefi                                                                   | 29 août 2011       | Championnats du monde                  | Daegu             | [ 17 ] |
| Saut en hauteur      | 2,38 m (AR) | Jacques Freitag                                                                  | 5 mars 2005        |                                        | Oudtshoorn        |        |
| Saut à la perche     | 6,03 m (AR) | Okkert Brits                                                                     | 18 août 1995       | Meeting ASV                            | Cologne           | [ 18 ] |
| Saut en longueur     | 8,65 m A (+1,3 m/s) (AR) | Luvo Manyonga                                                                    | 22 avril 2017      | Championnats d'Afrique du Sud          | Potchefstroom     | [ 19 ] |
| Triple saut          | 17,35 m (+0,2 m/s) | Godfrey Mokoena                                                                  | 14 septembre 2014  | Coupe continentale                     | Marrakech         | [ 20 ] |
| Lancer du poids      | 21,97 m (AR) | Janus Robberts                                                                   | 2 juin 2001        | Championnats NCAA                      | Eugene            | [ 21 ] |
| Lancer du disque     | 70,32 m (AR) | Frantz Kruger                                                                    | 26 mai 2002        |                                        | Salon-de-Provence |        |
| Lancer du marteau    | 80,63 m | Chris Harmse                                                                     | 15 avril 2005      |                                        | Durban            |        |
| Lancer du javelot    | 88,75 m | Marius Corbett                                                                   | 21 septembre 1998  | Jeux du Commonwealth                   | Kuala Lumpur      |        |
| Décathlon            | 8 398 pts | Willem Coertzen                                                                  | 30–31 mai 2015     | Hypo-Meeting                           | Götzis            | [ 22 ] |
| Décathlon            | 10 s 99 (+0,3 m/s) (100 m), 7,46 m (-1,0 m/s) (longueur), 14,14 m (poids), 2,03 m (hauteur), 49 s 73 (400 m) / 14 s 17 (+1,5 m/s) (110 m haies), 44,84 m (disque), 4,60 m (perche), 68,43 m (javelot), 4 min 22 s 22 (1 500 m) |                                                                                  |                    |                                        |                   |        |
| 20 km marche (route) | 1 h 19 min 18 s | Lebogang Shange                                                                  | 13 août 2017       | Championnats du monde                  | Londres           | [ 23 ] |
| 35 km marche (route) | 2 h 31 min 15 s (AR) | Wayne Snyman                                                                     | 24 juillet 2022    | Championnats du monde                  | Eugene            |        |
| 50 km marche (route) | 3 h 53 min 9 s (AR) | Marc Mundell                                                                     | 20 mars 2021       | Dudinska 50                            | Dudince           | [ 24 ] |
| 4 × 100 m            | 37 s 65 (AR) | Équipe nationale Thando Dlodlo Simon Magakwe Clarence Munyai Akani Simbine       | 4 octobre 2019     | Championnats du monde                  | Doha              | [ 25 ] |
| 4 × 200 m            | 1 min 20 s 42 (AR) | Équipe nationale Simon Magakwe Chederick van Wyk Sinesipho Dambile Akani Simbine | 12 mai 2019        | Relais mondiaux                        | Yokohama          | [ 26 ] |
| 4 × 400 m            | 2 min 59 s 21 | Équipe nationale Oscar Pistorius Ofentse Mogawane Willem de Beer Shane Victor    | 1er septembre 2011 | Championnats du monde                  | Daegu             | [ 27 ] |

### Femmes
| Épreuve              | Record | Athlète                                                                              | Date                      | Compétition                            | Lieu              | Réf.   |
| -------------------- | --- | ------------------------------------------------------------------------------------ | ------------------------- | -------------------------------------- | ----------------- | ------ |
| 100 m                | 10 s 98 (+1,5 m/s) | Carina Horn                                                                          | 4 mai 2018                | Doha Diamond League                    | Doha              | [ 28 ] |
| 200 m                | 22 s 06 A (+0,7 m/s) | Evette de Klerk                                                                      | 8 avril 1989              |                                        | Pietersburg       |        |
| 400 m                | 49 s 62 | Caster Semenya                                                                       | 8 septembre 2018          | Coupe continentale                     | Ostrava           | [ 29 ] |
| 800 m                | 1 min 54 s 25 | Caster Semenya                                                                       | 30 juin 2018              | Meeting de Paris                       | Paris             | [ 30 ] |
| 1 500 m              | 3 min 59 s 92 | Caster Semenya                                                                       | 4 mai 2018                | Doha Diamond League                    | Doha              | [ 31 ] |
| Mile                 | 4 min 23 s 38 | Zola Budd                                                                            | 4 mars 1991               |                                        | Port Elizabeth    |        |
| 3 000 m              | 8 min 32 s 00 | Elana Meyer                                                                          | 29 avril 1991             |                                        | Durban            |        |
| 5 000 m              | 14 min 44 s 05 | Elana Meyer                                                                          | 22 juillet 1995           |                                        | Hechtel-Eksel     |        |
| 10 000 m             | 30 min 52 s 51 | Elana Meyer                                                                          | 10 septembre 1994         | Coupe du monde des nations             | Londres           | [ 32 ] |
| Semi-marathon        | 1 h 06 min 44 s | Elana Meyer                                                                          | 15 janvier 1999           |                                        | Tokyo             |        |
| Marathon             | 2 h 24 min 03 s | Gerda Steyn                                                                          | 3 décembre 2023           | Marathon de Valence                    | Valence           | [ 33 ] |
| 100 m haies          | 12 s 55 (+1,0 m/s) | Marione Fourie                                                                       | 2 juillet 2023            | Résisprint                             | La Chaux-de-Fonds | [ 34 ] |
| 400 m haies          | 53 s 74 A | Myrtle Bothma                                                                        | 18 avril 1986             |                                        | Johannesburg      |        |
| 3 000 m steeple      | 9 min 54 s 19 | Tebogo Masehla                                                                       | 4 juin 2011               | Mémorial Léon Buyle                    | Oordegem          | ,      |
| Saut en hauteur      | 2,06 m (AR) | Hestrie Cloete                                                                       | 31 août 2003              | Championnats du monde                  | Saint-Denis       | [ 37 ] |
| Saut à la perche     | 4,42 m (AR) | Elmarie Gerryts                                                                      | 12 juin 2000              |                                        | Wesel             |        |
| Saut en longueur     | 6,93 m (+1,6 m/s) | Karin Melis Mey                                                                      | 7 juillet 2007            | 14th Weitsprung-Meeting der Weltklasse | Bad Langensalza   |        |
| Saut en longueur     | 6,93 m (+0,6 m/s) | Karin Melis Mey                                                                      | 7 juin 2008               | 15th Weitsprung-Meeting der Weltklasse | Bad Langensalza   |        |
| Triple saut          | 14,03 m (-1,3 m/s) | Zinzi Xulu                                                                           | 7 mars 2020               |                                        | Pretoria          | [ 38 ] |
| Lancer du poids      | 17,88 m | Drienkie van Wyk                                                                     | 25 janvier 2002           |                                        | Germiston         |        |
| Lancer du disque     | 64,87 m (AR) | Elizna Naude                                                                         | 2 mars 2007               |                                        | Stellenbosch      |        |
| Lancer du marteau    | 66,11 m | Leandri Geel                                                                         | 19 avril 2023             |                                        | Johannesburg      | [ 39 ] |
| Lancer du javelot    | 69,35 m (AR) | Sunette Viljoen                                                                      | 9 juin 2012               | Adidas Grand Prix                      | New York City     | [ 40 ] |
| Heptathlon           | 6 181 pts | Janice Josephs                                                                       | 22–23 mars 2006           | Jeux du Commonwealth                   | Melbourne         |        |
| Heptathlon           | 13 s 65 (+2,0 m/s) (100 m haies), 1,70 m (hauteur), 11,79 m (poids), 23 s 42 (+0,9 m/s) (200 m) / 6,22 m (-1,4 m/s) (longueur), 43,77 m (javelot), 2 min 10 s 61 (800 m) |                                                                                      |                           |                                        |                   |        |
| 10 km marche (route) | 45 min 5 s (AR) | Susan Vermeulen                                                                      | 17 avril 1999             |                                        | Bloemfontein      | [ 41 ] |
| 20 km marche (route) | 1 h 34 min 49 s | Anel Oosthuizen                                                                      | 9 avril 2016 8 avril 2017 |                                        | Podébrady         | [ 42 ] |
| 50 km marche (route) | 4 h 48 min 0 s (AR) | Natalie le Roux                                                                      | 5 mai 2018                | Championnats du monde par équipes      | Taicang           | [ 43 ] |
| 4 × 100 m            | 43 s 25 A | Équipe nationale Wendy Hartman Dikeledi Moropane Susanna Holtshausen Heide Seyerling | 18 mars 2000              |                                        | Pietersburg       |        |
| 4 × 400 m            | 3 min 28 s 49 | Équipe nationale Wenda Nel Jeanelle Griesel Justine Palframan Caster Semenya         | 26 juin 2016              | Championnats d'Afrique                 | Durban            | [ 44 ] |

## Salle

### Femmes
- Ada Booyens, épreuve de marche de 3 000 mètres en salle